# 陳澄波
陳澄波（1895年2月2日—1947年3月25日），台灣嘉義人，日治時期及戰後時期油畫家，決瀾社和藝苑繪畫研究所成員。1926年以一幅（現稱為《嘉義街外》）的作品，入選第七回日本「帝國美術院展覽會」（簡稱「帝展」）， 這是臺灣人首次以西畫跨進日本官展的門檻；其後又數度入選「帝展」和其他各項展覽。1947年，二二八事件期間作為談判代表，最終遭國民政府軍隊槍決於嘉義車站前，享年52歲。

## 生平

### 童年與求學
1895年（明治28年）生於嘉義，父親陳守愚為清朝舉人，曾受聘在外為私塾先生。家境清寒。母親早亡，陳澄波從小由祖母帶大，童年在私塾受漢文教育，13歲入公學校，再進入臺灣總督府國語學校就讀，受教於石川欽一郎。

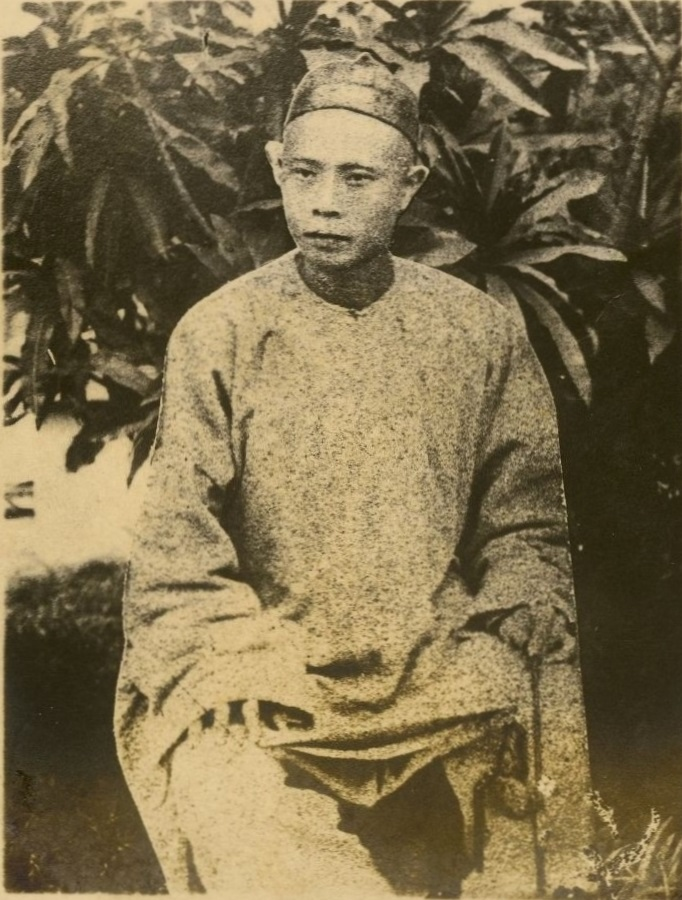
陳澄波的父親陳守愚（1867-1909）

從陳澄波留下的日記中，可以看到他自幼就有繪畫的興趣。當時臺灣的畫家圈普遍以作品入選日本帝國美術院展覽會為榮，因為當時入選帝國美術院展覽會總是報紙上的頭條新聞，畫家能得到有史以來最高的聲望與地位，也是臺灣人揚眉吐氣的最佳方式，於是陳澄波發想自己能成為一名大畫家。進入國語學校的第一年，陳澄波在著名水彩畫家石川欽一郎的教學指導之下，學習到基本的寫生訓練與水彩技法。

### 初任教職
1917年，從國語學校畢業，任教於嘉義廳嘉義第一公學校擔任訓導一職。1920年到水堀頭公學校擔任教諭。
1921年至1923年，任教於臺南州水上公學校擔任教諭，也曾帶領學生到郊外去寫生。

### 赴日本內地進修
1924年（大正13年），以將近三十歲的高齡考入當時畫家的聖殿—東京美術學校圖畫師範科就讀，是早期留學日本的臺灣學生之一。
1926年（昭和元年），他以畫作〈嘉義街外（一）〉首次入選日本第七屆「帝國美術展覽會」，成為臺灣以油畫入選該展覽的第一人，之後也多次入選。他一生最崇拜的藝術家，正是梵谷，家中兩本關於梵谷的傳記和書信集，被他用紅筆畫了又畫。
1927年畫有〈玉山遠眺〉，後來送給學生歐陽文。
同年3月從東京美術學校畢業後，陳澄波選擇升上該校研究科，期間曾於臺灣、日本、中國各地參加各種展覽。
1929年（昭和4年）3月，完成研究科學業。另一方面，在學期間陳氏同時也在本鄉研究所從事研究。

### 舉家遷上海擔任教員

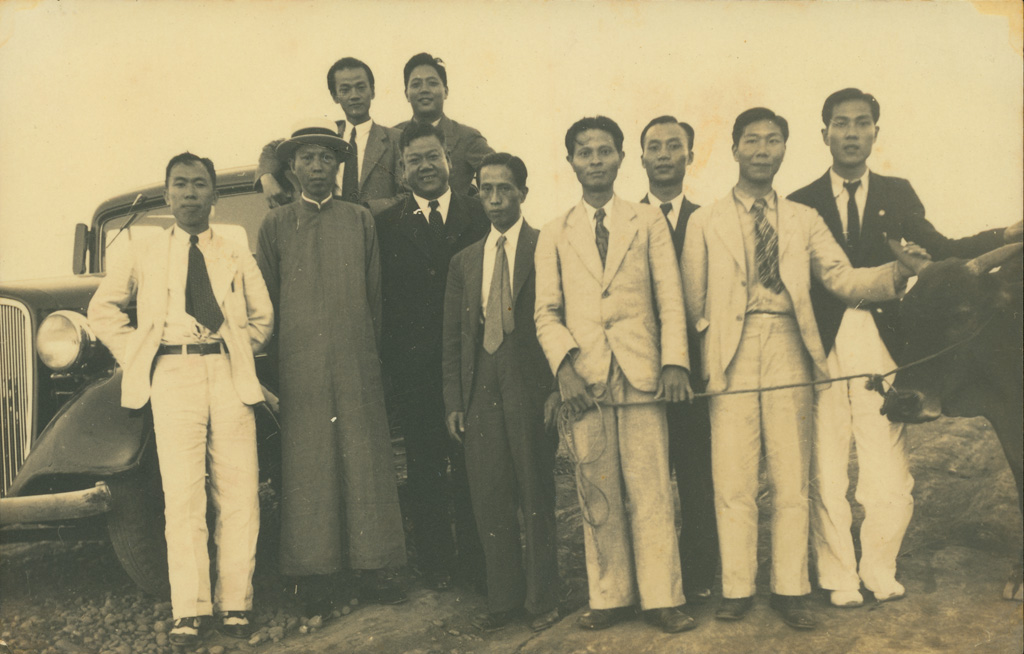
「臺陽美術協會」成員於1937年的合影，右起第4人為陳澄波。

在東京美術學校就學期間，和中國畫家王濟遠相識，在研究所畢業後，經王的介紹受聘至中華民國上海新華藝專與上海昌明藝專任教，也曾擔任上海市舉辦的第一屆全國美術展覽會的西畫審查員，參加各種展覽。1931年上海舉辦第一屆全國美術展覽會，他以一幅畫作「清流」獲選當代十二位代表畫家之一，參加美國芝加哥世界博覽會。
1931年，陳澄波二次參加革新派「決瀾社」會務會議並成為會，與上海許多知名畫家如方幹民、張大千、潘玉良、潘天壽等均有書信往來或交換作品。
1932年（昭和7年），上海發生一二八事件，各地發生反日浪潮，日本人在中國的處境艱難，而臺灣人則同樣被視為日籍人士，處處受到排擠，陳澄波擔心家人安危，於是先讓家人返台避難。

### 返回臺灣
1933年（昭和8年），返臺與楊三郎、李石樵、顏水龍、李梅樹、廖繼春、立石鐵臣、陳清汾等8位畫家合組「臺陽美術協會」，並致力於將臺灣各地名勝畫入畫布中。
1945年，二戰结束，因為陳澄波曾於中國上海任教3年多，能夠說國語，因此被推任為嘉義市各界籌組的歡迎國民政府籌備委員會的副主任。
1946年，加入中國國民黨，當選嘉義市第一任參議會（今嘉義市議會）議員，從藝術界跨入政治界。

### 二二八事件遇害
1947年二二八事件爆發後，3月2日嘉義市區發生嚴重的軍民衝突，軍隊由於人數不足，反而被民眾組成的嘉義民兵圍困，轉而退守至嘉義水上機場內，游擊式的攻擊附近區域。嘉義地方仕紳希望平息事端，組成「二二八事件處理委員會」出面調停，推派潘木枝、盧鈵欽、柯麟、陳澄波、邱鴛鴦、劉傳來（以上皆嘉義市參議員）等六人擔任「和平使」前往協商，怎知一行人一到機場，便遭到國民黨軍隊拘禁並受到嚴刑拷打，被逼迫承認煽動暴動。同時國民黨軍隊也在等待援軍，時至3月12日國民黨軍隊指揮官羅迪光得知援軍陸軍二十一師已經接近嘉義，便離開水上機場進入市區，反而開始拘捕二二八事件處理委員會成員中其餘的臺籍人士，同時劫掠平民搶奪財物。
3月25日上午，陳澄波與其餘被捕的人犯被推上軍車，從嘉義市警察局沿著中山路羞辱式的遊街至火車站前，根據其陳澄波的子女陳碧女與陳重光的口述歷史紀錄，他們回憶當時情景，他們一聽說遭到逮捕多日的父親被遊街示眾，便趕忙上街尋找，正好在嘉義噴水池附近見到父親被押在軍車上，像犯人一樣手被反綁，他緊跟著隊伍行進，忽然間陳碧女跟父親視線交錯，剎那間她已明白結果，他們倆緊跟在車隊後方，遊街隊伍在靠近火車站前還沒有停車，先是以機槍掃射車站前廣場，廣場上的人們紛紛逃竄之後，人犯被推下軍車後，陳碧女上前向士兵求饒放過他父親，士兵將她一腳踢開一一開始執行槍決，他的父親陳澄波是最後一個，那個國民政府士兵距離他約3公尺，開的第一槍沒打到，上前開第二槍貫穿胸膛，陳澄波向前倒下，享年52歲。

### 身後

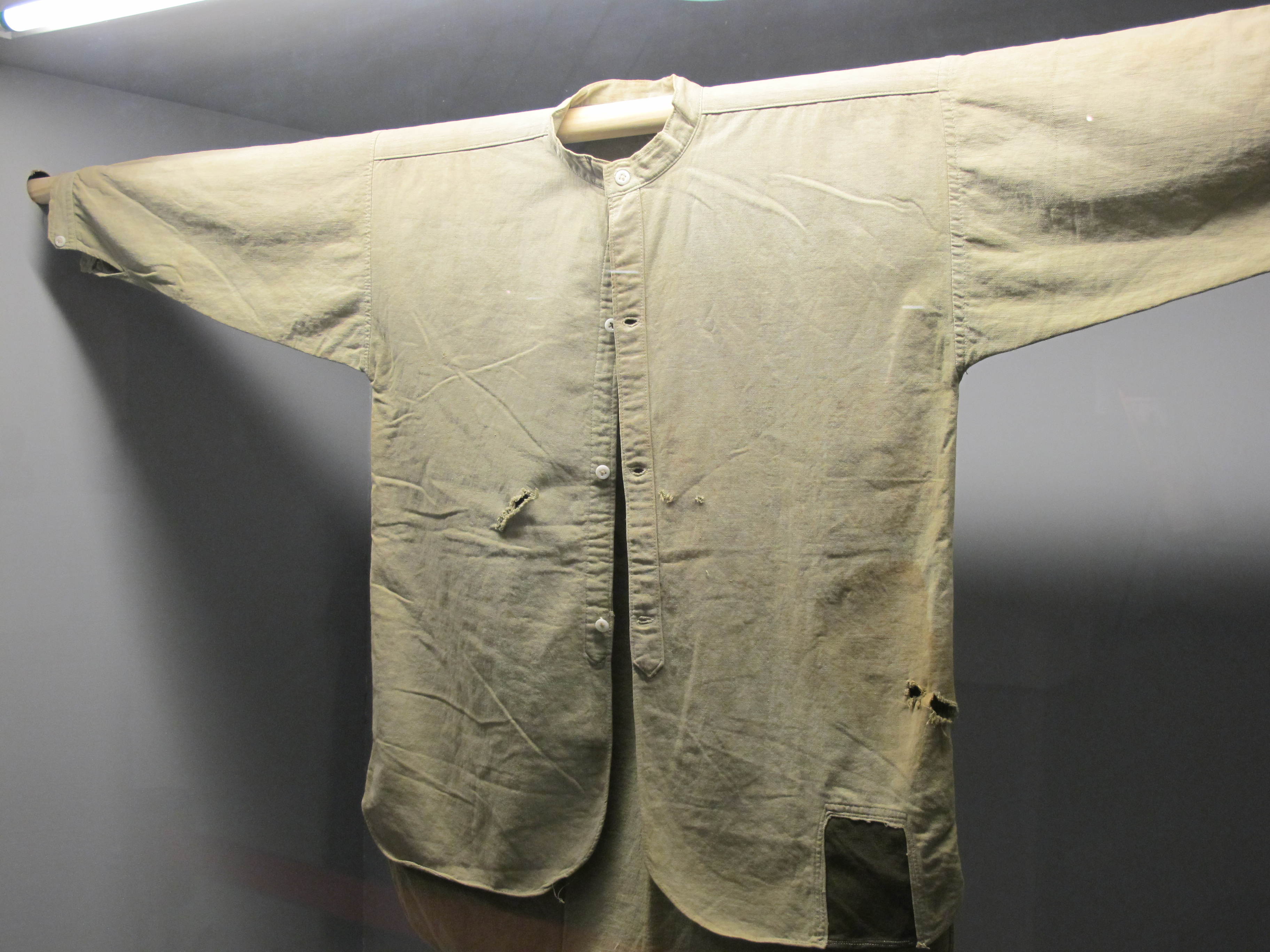
陳澄波於二二八事件受難時身上穿的衣服，其中刀痕彈孔清晰可見。曾於臺北二二八紀念館展出，後由其後代捐贈予國立臺灣歷史博物館保存。

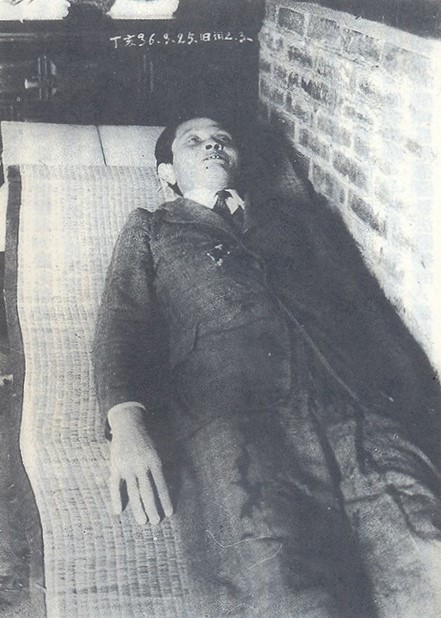
妻子張捷請攝影師秘密拍攝的陳澄波遺體照

陳澄波上午被槍決之後，一直到了下午五、六點左右，軍隊才允許家屬收屍，妻子張捷將屍體運回家，為屍體拍照，並將陳澄波身上所穿，留有彈孔的西服清洗乾淨保存。
1979年代晚期，臺灣社會逐漸開放，妻子張捷才將藏於各種的畫作與資料公開，在陳澄波的同學與學生的協助下，開始修復畫作，並首度舉辦了畫作展出名為「陳澄波遺作展」，希望能喚醒大眾注意，孰料1979年年底，臺灣爆發美麗島事件，臺灣社會再度揚起肅殺之氣，為陳澄波發聲的喉嚨再度窒息。
直到1987年7月15日，施加在臺灣的臺灣省戒嚴令終於解除，二二八事件不再是禁忌，在受難家屬與民權人士不斷奔走之下，社團法人二二八關懷協會於1993年2月21日成立，宗旨為彌合二二八事件歷史傷口，撫慰受難者及家屬，並促進社會和諧。
2023年，飛人集社劇團將張捷在陳澄波死後努力藏畫，保留了一萬八千多件陳澄波作品，讓陳澄波的藝術成就得以避過動亂年代而重見天日。故事改編為舞台劇《藏畫》。

## 藝術成就
陳澄波除了以〈嘉義の町中〉入選第七回日本帝國美術展（1926），隔年又以〈夏日街景〉入選日本第八回帝展（1927）以外，其後也多次入選槐樹社展、春陽展、光風展、臺展、臺陽展、府展等展覽，並先後組織七星畫壇、赤島社、臺陽美術協會等重要美術團體，其於繪畫的成就，以及推展臺灣藝術文化的努力，功不可沒。
陳澄波經過嚴格的正統學院訓練，嚴謹的構圖，卻又不失純稚樸拙；特有的筆觸，大膽的用色，令人不禁熱血沸騰，這風格被稱為「學院中的素人畫家」。在他的作品中，人物與靜物較少，但其風景繪畫的風格，充滿了強烈執著的「素人」個性，實有其獨特的韻味。而其在1921年（大正10年）所寫的《藝術觀》自道自己的藝術哲學 : 「作為一個藝術家，必須擴大生活領域，更需寬容關懷事物。因真正的藝術家之感受性太敏銳了，若無寬大的包含量來容納，感受進來的很快就超出平常的飽和點。他將在體內騷動，使精神失去平衡，也使藝術創作成為胡言亂語。」

### 紀念活動

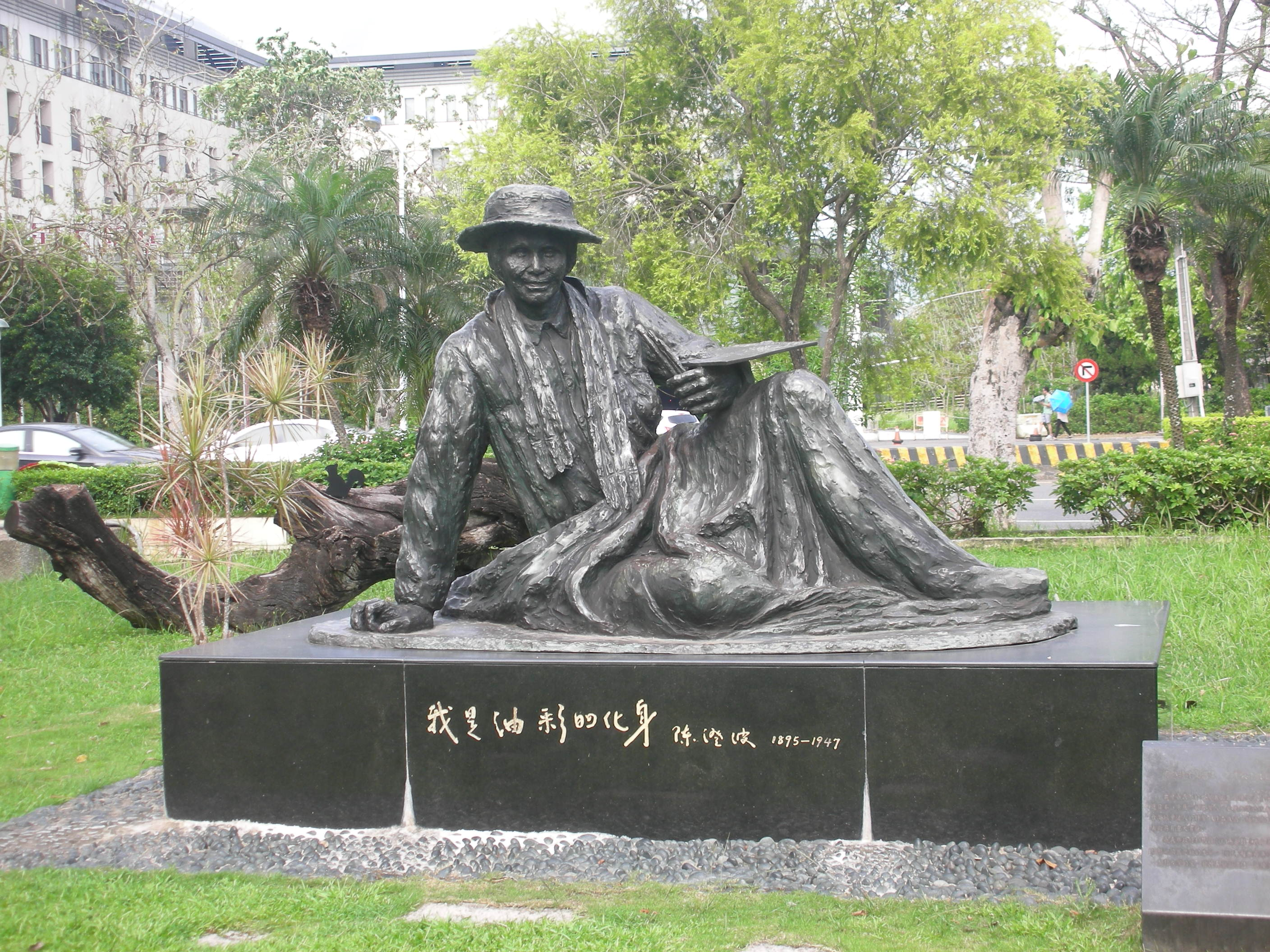
位於嘉義市文化局廣場草地上的陳澄波雕像

1994年，全國文藝季「陳澄波出生一百年的紀念畫展」於嘉義市文化中心舉行，1995年，由陳澄波的外孫，雕塑家蒲浩明所創作的陳澄波全身像雕塑「我是油彩的化身」，在嘉義文化中心揭幕，是臺灣公共場所第一座近代藝術家雕像。
1997年4月30日，社團法人二二八關懷協會轉型為財團法人嘉義市二二八紀念文教基金會，於嘉義市中正公園對面成立「陳澄波文化館」
1999年6月15日由教育部核准（後隸屬文化部）成立財團法人陳澄波文化基金會。 
2002年，鑒於臺灣前輩藝術家傾一生之力投注於臺灣近代新美術之啟蒙與發展，臺灣的交通部郵政總局特籌畫發行「臺灣近代畫作郵票」系列，向社會大眾推廣臺灣本土畫家之藝術成就。首套郵票以臺北市立美術館館藏之四位已逝臺灣畫家的作品為圖案，其中也包括陳澄波於1927年完成的《夏日街景》這幅畫。
2012年中央研究院數位文化中心策劃，內容運用中央研究院臺灣史研究所、嘉義市文化局、與財團法人陳澄波文化基金會合作建置的「陳澄波畫作與文書」數位典藏資料，結合相關研究成果及資訊技術，透過十個主題將陳澄波先生的作品、書信、照片、剪報、個人收藏等資料加以視覺化呈現，營造一個立體的時空脈絡來閱讀與認識陳澄波先生所經驗的生命與時代。
2002年陳澄波所畫的《嘉義公園》，在香港佳士得春天拍賣場以高於估價四倍的579.4萬港元（新臺幣2319萬元）成交，創下臺灣前輩油畫家最高價記錄。同時，也寫下華人前輩畫家次高價記錄，僅次於一年前徐悲鴻《風塵三俠》664.5萬港元的紀錄。
2006年10月9日，在香港蘇富比秋天拍賣場上，陳澄波的《淡水》以3,484萬港元(新臺幣1.44億元)賣出，創下臺灣人油畫拍賣價最高紀錄。
2007年《淡水夕照》同樣在香港蘇富比秋天拍賣場上，以5,073萬港幣(新臺幣2.2億)落槌，再度刷新臺灣畫家拍賣紀錄。2011年嘉義市政府年籌劃《我是油彩的化身》原創音樂劇，由金曲歌王洪榮宏扮演陳澄波先生，知名女歌手高慧君扮演陳澄波的夫人張捷女士。
2012年起嘉義市政府將每年2月2日訂為「陳澄波日」，2014年為紀念陳澄波先生誕辰120週年，由臺南市政府主導與中央研究院臺灣史研究所以及財團法人陳澄波文化基金會合作，舉辦了一場盛大的東亞國際巡迴展「澄海波瀾- 陳澄波百二誕辰東亞巡迴大展」 （页面存档备份，存于），並於臺南市首展，之後巡迴中國北京中國美術館、上海中華藝術宮，然後東渡日本東京，回到陳澄波先生的母校東京藝術大學(含校友聯展及修復展)，最後在年底回到臺北國立故宮博物院跨年展出。
另外由嘉義市政府主導同樣與中央研究院臺灣史研究所以及財團法人陳澄波文化基金會合作，舉辦了一場特殊的互動藝術展「光影旅行者－陳澄波百二互動展」，在臺灣全國巡迴展出，展覽結合科技動畫技術作為展示手法，使畫作影像與觀賞者產生互動，增加劇場藝術效果，精彩的呈現了陳澄波對繪畫精神的追求。
2014年，中央研究院數位文化中心再度策劃，由中央研究院臺灣史研究所、嘉義市文化局、與財團法人陳澄波文化基金會合作，將陳澄波的畫作與珍貴的文史資料，加以數位化並整理典藏，重新建置網站「從北緯23.5°出發:陳澄波」 （页面存档备份，存于）。
2015年2月2日，因為畫價最高，Google將臺灣版首頁的商標改成陳澄波的畫作《淡水夕照》，以紀念120歲誕辰，使得陳澄波成為第一位登上GOOGLE首頁的臺灣人。
2015年5月7日，國立臺灣美術館收藏的陳澄波《淡水風景（淡水）》、《嘉義遊園地（嘉義公園）》被文化部文化資產局登錄為中華民國重要古物。
2022年，嘉義市立美術館推出《人・間 — 陳澄波與畫都》展覽。
2024年，為紀念陳澄波130年誕辰，國立台灣博物館與陳澄波文化基金會合作，規劃《走揣・咱的所在－陳澄波百三特展》，於台博館鐵道部園區特展區展出陳橙波的八件原畫，和台博館的自然史典藏共同陳列，以呈現台灣多樣的人文與自然發展。

## 作品

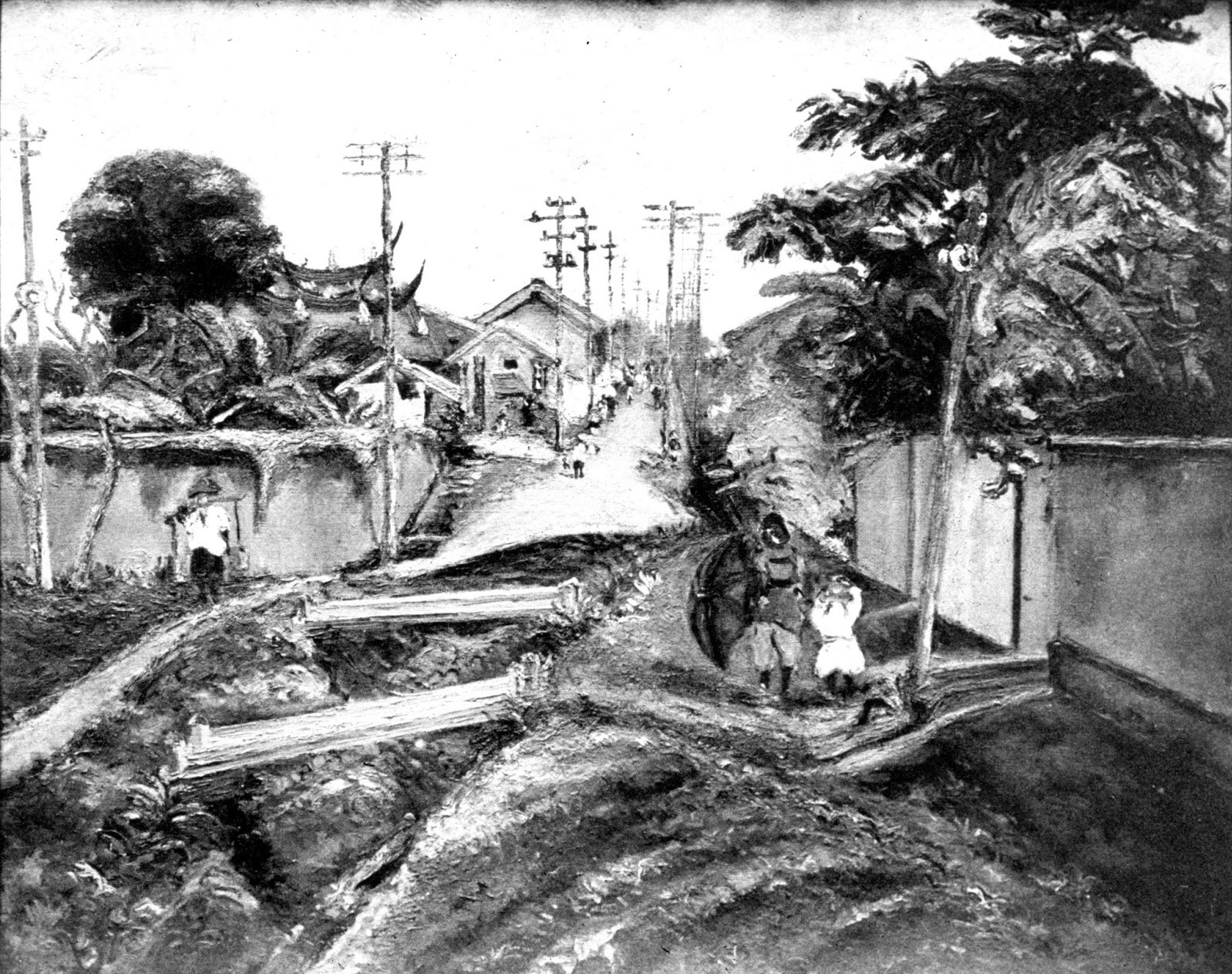
《嘉義の町中》，現名《嘉義街外（一）》/ 1926年/ 畫布、油彩。入選1926年第七回日本帝國美術展，原作於二二八事件波及而佚失，現存黑白照片。
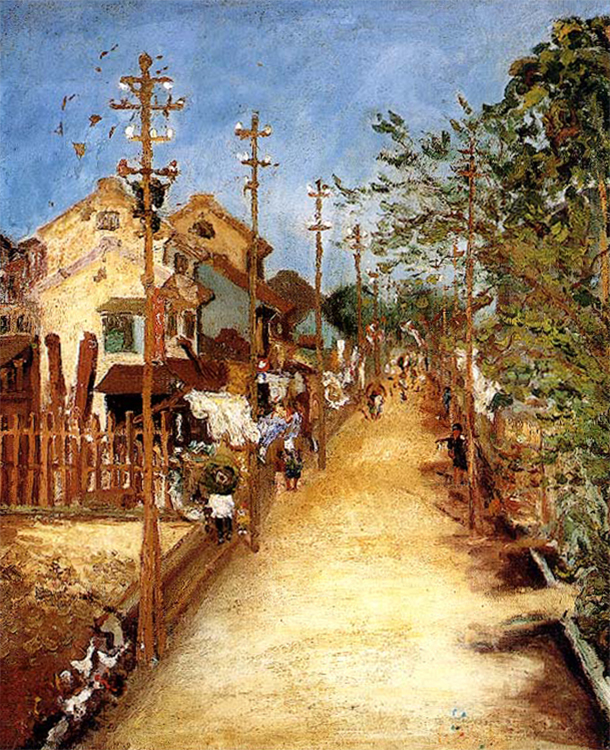
《嘉義街外（二）》/1927年/ 畫布、油彩/ 64×53厘米
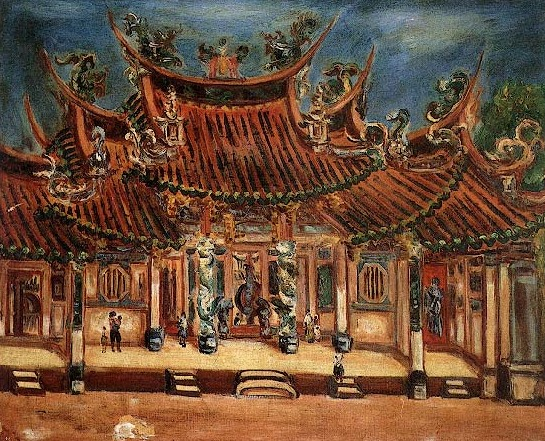
《廟口》 /年代未詳/ 畫布·油彩/ 59×70.5 cm
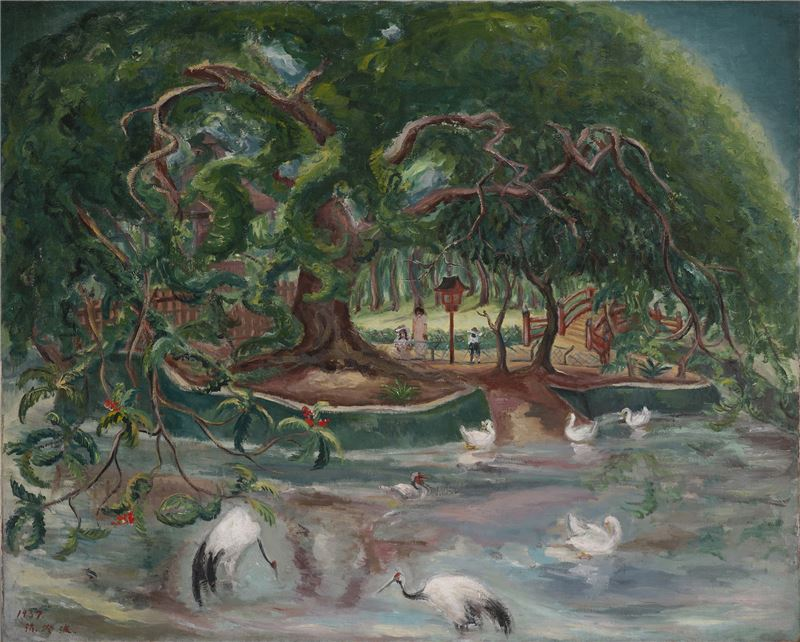
《嘉義遊園地》/1937年/現由國立臺灣美術館典藏

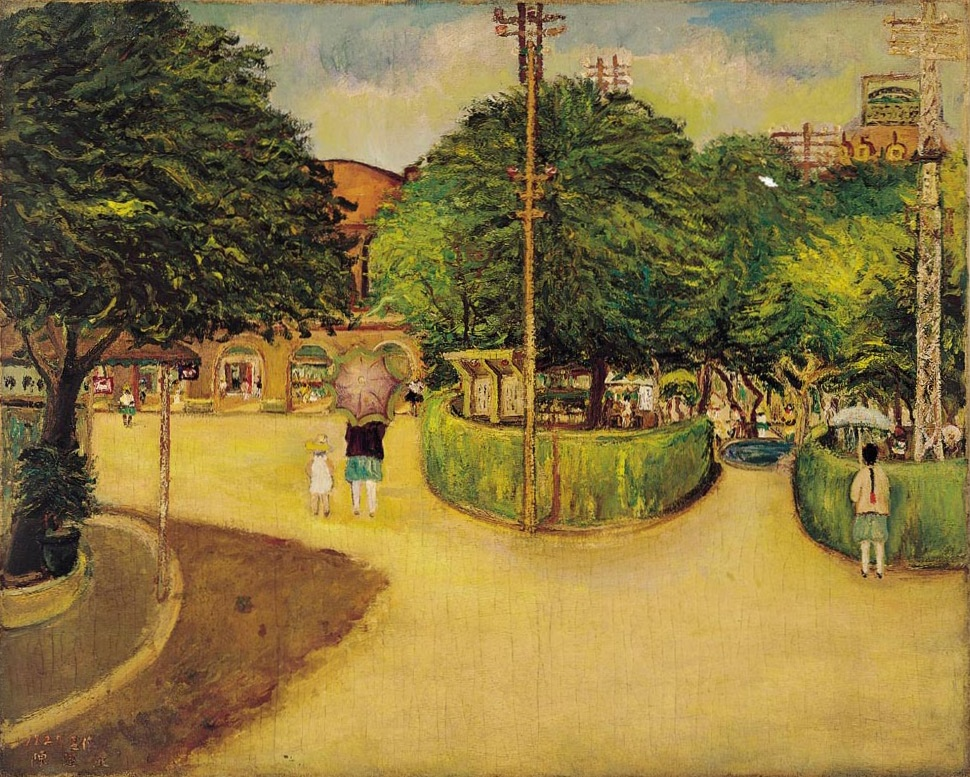
《夏日街景》/1927年/ 畫布·油彩/ 79×98cm/現由臺北市立美術館典藏。於2002年選為「臺灣近代畫作郵票」系列當中的一枚郵票
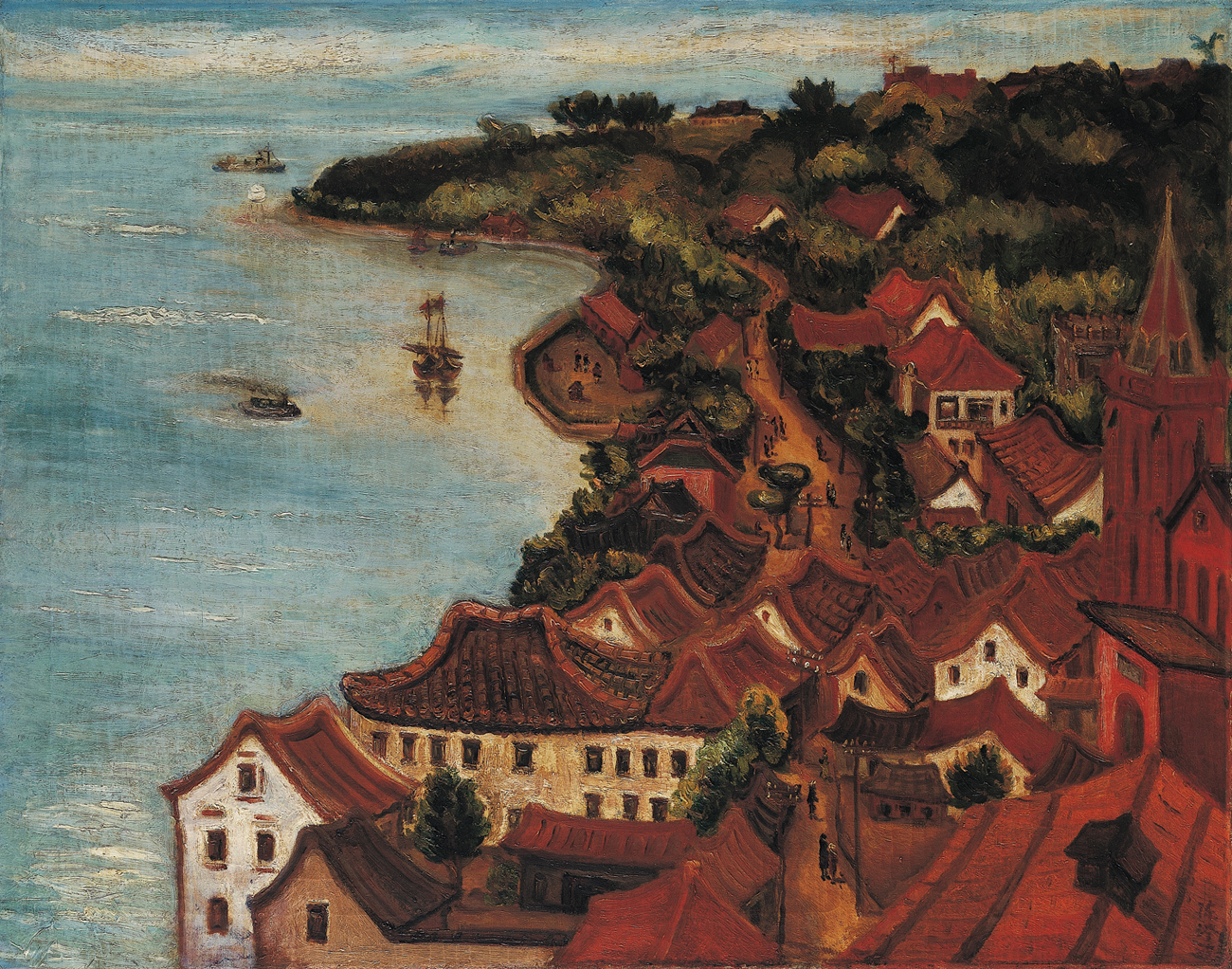
《淡水夕照》/1935年/油彩、畫布
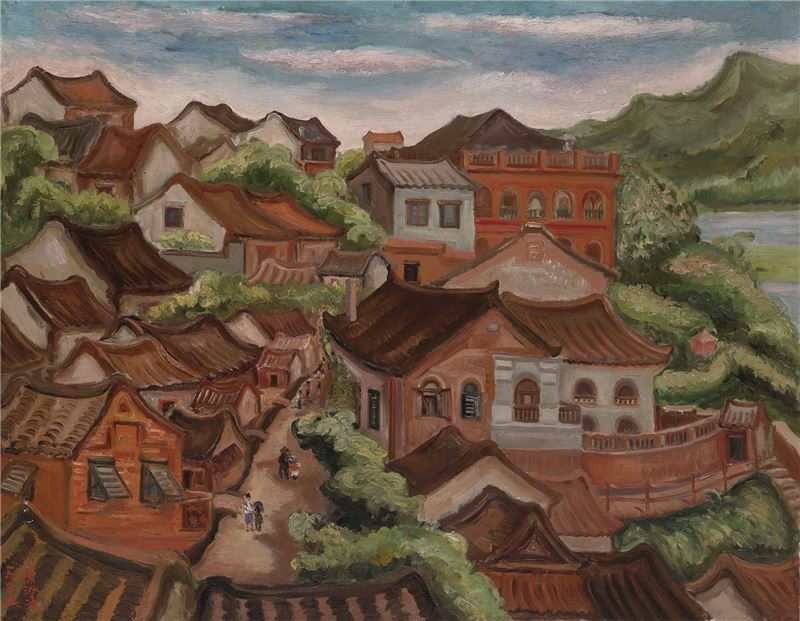
《淡水風景》/1935年/現由國立臺灣美術館典藏
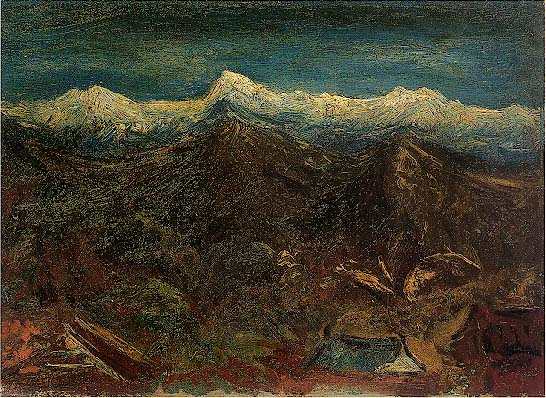
《玉山積雪》/1947年/為陳澄波最後一幅作品。
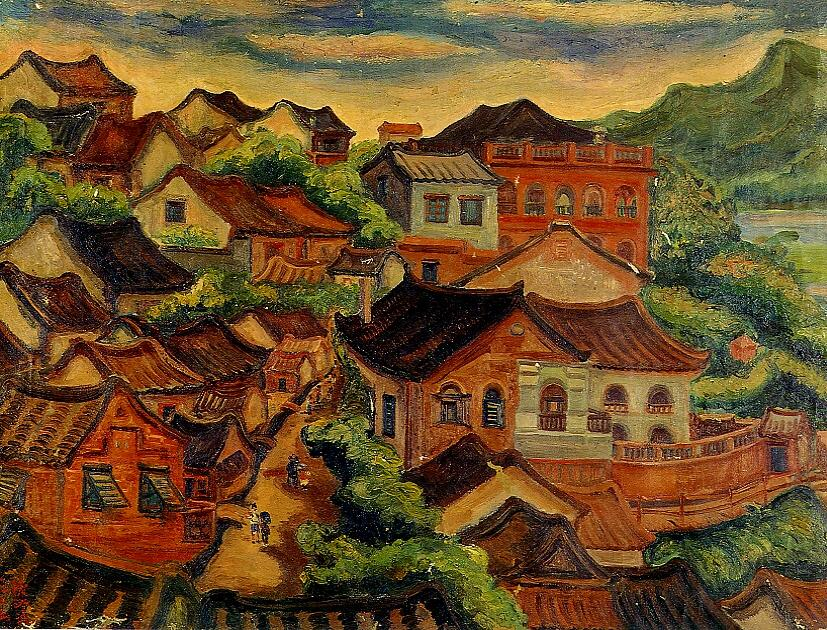
《淡水風景》/1937年/油彩、畫布/ 115×89厘米

## 流行文化

### 音樂劇
- 《我是油彩的化身》（嘉義市政府及嘉義市政府文化局主導拍攝，以陳澄波為故事主角）[15]

### 電視劇
- 《紫色大稻埕》（江國賓飾演，2016年）

### 文學創作
- 《陳澄波密碼》（柯宗明，第三屆「台灣歷史小說獎」首獎作品，2018年，遠流出版）
- 《戴帽子的女孩》（文：林滿秋、圖：陳澄波，2017年，小典藏出版）
- 《紅色在唱歌》（文：林世仁、圖：陳澄波，2017年，小典藏出版）
- 《會說話的畫》（文：林芳萍、圖：許文綺，2017年，小典藏出版）
- 《靈魂裡的火把》（文：幸佳慧、圖：蔡元婷，2017年，小典藏出版）
- 《供桌上的自畫像》（文：林滿秋、圖：徐至宏、陳澄波，2017年，小典藏出版）

### 桌上遊戲
- 《陳澄波 原版桌遊》（RK大師經典畫作拍賣遊戲Modern Art現代藝術台灣版，哿哿出版）

## 相關事件
2015年高雄市一名古董收藏家住院，返家赫然發現，家中一幅宣稱是臺灣著名畫家陳澄波畫作《鼓浪嶼之二》遭竊。隨後還衍生TVBS主播華舜嘉在報導已故畫家陳澄波畫作遭竊新聞時卻口誤說：「陳澄波自己本人也相當緊張」的事件。

### 其他文獻

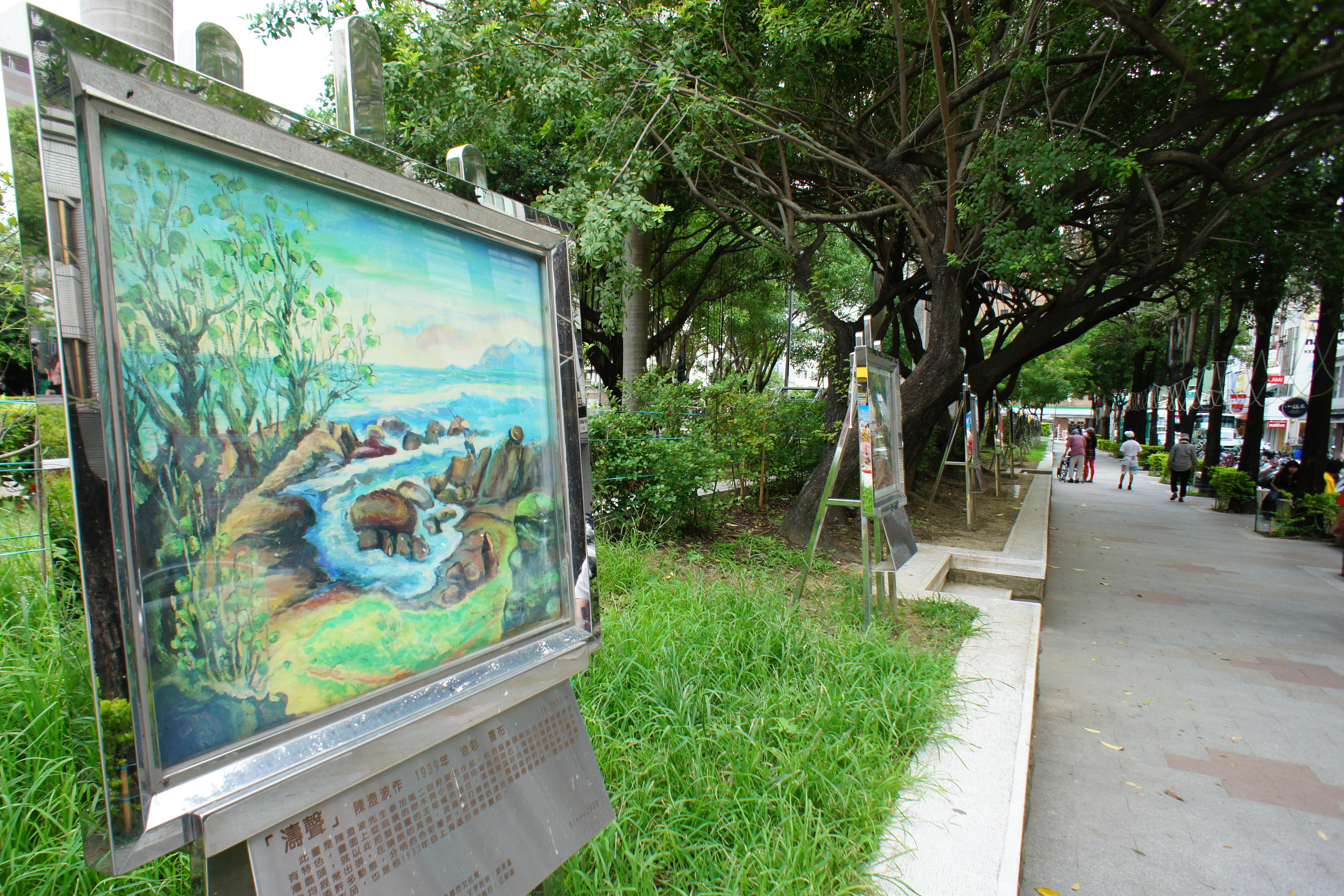
嘉義市的嘉義公園展示陳澄波畫作的複製品

- 陳澄波繪，1995，陳澄波百年紀念展，再版，陳重光、蕭瓊瑞、李松泰撰文。嘉義市：嘉義市文化中心。
- 洪文慶主編，1994，陳澄波。臺北：錦鏽。
- 賴萬鎮總編輯，1994，陳澄波·嘉義人。 嘉義：嘉義市政府。
- 林育淳，1998，油彩·熱情·陳澄波。臺北：雄獅美術。
- 雄獅美術編，1979，學院中的素人畫家陳澄波。臺北：雄獅。
- 顏娟英，1992，陳澄波。臺北：藝術家。
- 李淑珠，2001，《「サアムシニーグSomething」を描く――陳澄波（1895～1947）の画風形成について》京都大学碩士論文／中譯版《描繪出「サアムシニーグSomething」――陳澄波（1895～1947）畫風形成的考察》嘉義文化局印製，2005年3月24日。
- 李淑珠，2003，〈陳澄波（1895-1947）年表的重編〉，《今藝術》3月號，典藏，頁108-120。
- 李淑珠，2005，《「サアムシニーグSomething」を描く――陳澄波（1895～1947）とその時代》京都大學博士論文／中譯版《表現出時代的「 Something」――陳澄波繪畫考》，2012年5月，典藏出版社。
- 李淑珠，2009，〈寫意與寫生――論陳澄波和莫內的「撐傘人物」〉，《臺灣美術》第78期，國立臺灣美術館，頁4-27。
- 李淑珠，2010年11月，〈陳澄波圖片收藏與陳澄波繪畫〉《藝術學研究》第7期，國立中央大學藝術學研究所，頁97-182。
- 李淑珠，2011年7月，〈陳澄波與普羅美術〉，《臺灣美術》，第85期，國立臺灣美術館，頁20-43。
- 李淑珠，2011年10月，〈陳澄波與學院繪畫——從陳澄波淡彩速寫裸女的經典擺姿談起〉，《切切故鄉情　陳澄波紀念展》（圖錄），高雄市立美術館，頁26-33。

## 外部連結
- 陳澄波 - 尊彩藝術中心 （页面存档备份，存于）
- 財團法人陳澄波文化基金會 （页面存档备份，存于）
- 國立臺灣大學，視覺素養：陳澄波 (1895 - 1947) （页面存档备份，存于）
- 臺灣美術全集，cca.gov.tw
- 正修科技大學《再現·澄波萬里－陳澄波作品保存修復特展》 （页面存档备份，存于）
- 從北緯23.5°出發：陳澄波 （页面存档备份，存于）
- 「光影旅行者－陳澄波百二互動展」
- 「澄海波瀾- 陳澄波百二誕辰東亞巡迴大展」 （页面存档备份，存于）
- 焦點評論：臺灣梵谷陳澄波之死（張肇烜） （页面存档备份，存于）
- 請教故宮：「陳澄波」是怎麼死的？（張肇烜） （页面存档备份，存于）
- 臺灣史檔案資源系統 - 陳澄波畫作與文書 （页面存档备份，存于）
- 陳澄波 - 臺灣大百科全書(文化部) （页面存档备份，存于）
- 陳澄波 嘉義遊園地（嘉義公園） - 文化部文化資產局 （页面存档备份，存于）
- 陳澄波 淡水風景（淡水） - 文化部文化資產局 （页面存档备份，存于）